# Shannon F1
Shannon var ett brittiskt formel 1-stall som startades av Hugh Aiden-Jones och Emerysons designer Paul Emery. Shannon deltog endast i hemmaloppet i Storbritannien 1966. Förare var Trevor Taylor, som dock tvingades bryta loppet efter ett halvt varv på grund av ett bränsletankproblem. Bilen byggdes därefter om och tävlade sedan i formel 3 till 1969.